# Lijkschennis
Lijkschennis is het aantasten van de integriteit van een dood mensenlichaam. In sommige landen is het een specifiek misdrijf, in andere – waaronder België en Nederland – wordt de eerbied voor lijken via andere wegen afgedwongen. Wat een aantasting vormt, is sterk cultureel bepaald. In moderne samenlevingen worden medische handelingen als dissectie en postume orgaandonatie doorgaans niet als lijkschennis gezien, evenmin als de omgang van archeologen met eeuwenoude lijken (bv. mummies). Bijzondere vormen van lijkschennis zijn necrofilie en kannibalisme.

## België
Het recht op lichamelijke integriteit, onschendbaarheid van het lichaam en menselijke waardigheid blijft na het overlijden bestaan, ook al bestaat er in rechtspraak en rechtsleer nagenoeg eensgezindheid dat het overlijden een einde maakt aan de natuurlijke persoon en zijn juridische persoonlijkheid. Men beschouwt het lijk als een extrapatrimoniaal goed: het is geen zaak in de zin van artikel 516 Burgerlijk Wetboek, het is niet vatbaar voor eigendom of overdracht van houderschap, het behoort niet tot het vermogen van de nabestaanden. De familie mag feitelijk over het stoffelijk overschot beschikken en dat binnen de wettelijke grenzen, dus met respect voor het bestemmingsrecht van de overledene op het vlak van lijkbezorging, orgaandonatie, afstand aan de wetenschap, enz.
De eerbied en rechtsbescherming van het lijk – soms nog gekwalificeerd als res sacra – zijn deels begrepen in de misdrijven grafschennis (artikel 453 Strafwetboek) en in mindere mate lijkverberging (artikel 340 Sw.). Van grafschennis kan jurisprudentieel sprake zijn van zodra een lijk is opgebaard, dus lang vóór het naar de begraafplaats is overgebracht. Een persoon die seksueel expliciete foto's van kinderlijken verzamelde, werd op die grond veroordeeld.
De rechtspraak over lijkschennis is schaars. In 1867 werd een vroedvrouw vervolgd voor het uitvoeren van een keizersnede op een moeder die gestorven was tijdens de bevalling maar wiens dood nog niet door een geneesheer was vastgesteld. Zo verrichtte de vroedvrouw met instemming van de vader een nooddoop. De aanvankelijke veroordeling voor grafschennis werd verbroken omdat het slechts niet-strafbare lijkschennis betrof. Ook de arts-antropoloog Emile Houzé werd in 1887 vrijgesproken. Hij had het lijk van de zwarte vrouw Cécile 'Coco' Amadou gestolen uit het mortuarium van een Brussels ziekenhuis en ontvleesd om het skelet te bewaren in zijn anatomische collectie. De zaak bracht de arme klasse in beroering. Het in de 18e eeuw toegestane ontleden van 'verlaten lijken' (corps abandonnés) was ontspoord tot een praktijk waarbij ziekenhuizen zich alle lijken konden toe-eigenen die niet binnen de 24u werden afgehaald en vereffend. Tegenwoordig is voor lichaamsafstand een uitdrukkelijke wilsbeschikking vereist, al is dit niet opgenomen in een wet. Het afstaan van organen is geregeld in de Organenwet.

## Nederland
Nederland houdt lijkenschenders aansprakelijk via de strafbaarstellingen diefstal en vernieling van goederen (zie het Kronen en stifttanden-arrest). Gewerkt wordt aan meer specifieke strafbaarstelling van diverse vormen van lijkschennis.

## Andere landen
In Duitsland is lijkschennis gevat onder de strafbaarstelling Störung der Totenruhe (artikel 168 Strafgesetzbuch) en in Frankrijk onder atteintes au respect dû aux morts (artikel 225-17 van de code pénal). Een cause célèbre was er de zaak rond Saartjie Baartman. Ook het Italiaanse Hof van Cassatie oordeelde dat het wegnemen van tandprothesen uit een lijk diefstal was. In Engeland is er geen specifieke wetgeving rond lijkenschennis, in tegenstelling tot de VS, waar de meeste staten een bijzonder misdrijf hebben gemaakt van corpse desecration.

## Internationaal oorlogsrecht
In 1907 stelde het Verdrag voor de toepassing op den zeeoorlog der beginselen van het Verdrag van Genève een verbod in op het plunderen van lijken. Ook de Geneefse Conventies voorzagen in dergelijke bepalingen (artikel 15 van de Eerste Geneefse Conventie; artikel 18 van de Tweede Geneefse Conventie; artikel 16 van de Vierde Geneefse Conventie).

## Voetnoten
1. ↑  Martin Zimmermann, Achilles’ Schatten. Leichenschändung in der Antike und Jetztzeit , in: Zeitschrift für Ideeengeschichte, 2015, nr. 3, p. 5-17. Gearchiveerd op 20 februari 2019.
2. ↑  Cass., 28 februari 2017, P.16.1015.N (pdf)
3. ↑  Hof van Beroep Antwerpen, 3 juni 1999, Rechtskundig Weekblad, 2000-2001, p. 17
4. ↑  Cass. 2 november 1868, Pasinomie 1869, p. 9
5. ↑  Strafrecht voor lijkschennis aangescherpt[dode link]
6. ↑  Kamerbrief met beleidsreactie op WODC onderzoek over strafbaarstelling lijkschennis. Gearchiveerd op 15 juni 2023.
7. ↑  Cass. pen. it., nr. 9802, 7 mei 1984, Rivista penale, 1985, nr. 729